# Michael Parkhurst
Michael Finlay Parkhurst (ur. 24 stycznia 1984 w Providence) – amerykański piłkarz pochodzenia irlandzkiego występujący na pozycji obrońcy. Zawodnik amerykańskiego klubu Atlanta United FC.

## Kariera klubowa
Parkhurst karierę rozpoczynał w zespole Wake Forest Demon Deacons z uczelni Wake Forest University. Grał tam w latach 2002–2004. W tym czasie, w 2003 roku reprezentował barwy IMG Academy Bradenton z USL Premier Development League. W 2005 roku poprzez MLS SuperDraft trafił do New England Revolution. W MLS zadebiutował 3 kwietnia 2005 w zremisowanym 2:2 pojedynku z Houston Dynamo. 20 października 2007 w zremisowanym 2:2 spotkaniu z Toronto FC strzelił pierwszego gola w MLS. W latach 2005–2007 trzykrotnie zajął z zespołem 2. miejsce w MLS Cup. W 2005 roku zajął z nim także 2. miejsce w MLS Supporters' Shield. W 2005 roku został wybrany odkryciem sezonu MLS, a w 2007 roku obrońcą roku MLS. W 2007 roku znalazł się także w MLS Best XI, czyli jedenastce sezonu MLS.
W 2008 roku Parkhurst podpisał kontrakt z duńskim FC Nordsjælland. W Superligaen zadebiutował 1 marca 2009 w zremisowanym 1:1 meczu z Vejle BK. W 2010 roku zdobył z zespołem Puchar Danii.
W sezonie 2013/2014 grał w FC Augsburg. W 2014 wrócił do USA. Został zawodnikiem Columbus Crew.
11 grudnia 2016 podpisał kontrakt z amerykańskim klubem Atlanta United FC, umowa do 31 grudnia 2019.

## Kariera reprezentacyjna
W reprezentacji Stanów Zjednoczonych Parkhurst zadebiutował 9 września 2007 w wygranym 2:0 meczu Złotego Pucharu CONCACAF z Trynidadem i Tobago. Na tamtym turnieju, którego zespół Stanów Zjednoczonych został zwycięzcą, zagrał także w pojedynku z Salwadorem (4:0).
W 2008 roku znalazł się w kadrze U-23 na Letnie Igrzyska Olimpijskie. Drużyna USA odpadła wówczas z turnieju piłkarskiego po fazie grupowej.
W 2009 roku Parkhurst ponownie wziął udział w Złotym Pucharze CONCACAF. Wystąpił na nim w 3 meczach: z Grenadą (4:0), Hondurasem (2:0) i Haiti (2:2). Tamten turniej Stany Zjednoczone zakończyły na 2. miejscu.